# Akscha (Transbaikalien)
Akscha (russisch Акша́) ist ein Dorf (selo) und ehemalige Stadt in der Region Transbaikalien in Russland mit 3941 Einwohnern (Stand 14. Oktober 2010).

## Geographie
Der Ort liegt knapp 200 km Luftlinie südlich der Regionshauptstadt Tschita am rechten Ufer des Onon, gegenüber der Einmündung des namensgebenden Nebenflusses Akscha. Etwa 40 km südöstlich verläuft die Staatsgrenze zur Mongolei.
Akscha ist Verwaltungszentrum des Rajons Akschinski sowie ist Sitz und einzige Ortschaft der Landgemeinde Akschinskoje selskoje posselenije.

## Geschichte
Das Dorf wurde 1750 von Umsiedlern aus Totma gegründet. Im 19. Jahrhundert war Akscha politischer Verbannungsort, unter anderem für die Dekabristen Pawel Abramow († 1836 in Akscha), Konstantin Torson und Wilhelm Küchelbecker.
In der Mitte des 19. Jahrhunderts wurde Akscha Staniza der Transbaikal-Kosaken, und mit der Einrichtung eines neuen Okrugs der damaligen Oblast Transbaikalien erhielt es als dessen Verwaltungssitz 1872 die Stadtrechte. 1924 wurde der Ort Zentrum eines Ujesds, aber mit dessen Umwandlung in einen Rajon 1926 wieder zu einem Dorf herabgestuft.

### Bevölkerungsentwicklung
| Jahr | Einwohner |
| ---- | --------- |
| 1872 | 520       |
| 1897 | 1627      |
| 1939 | 2644      |
| 1959 | 2967      |
| 1970 | 3565      |
| 1979 | 3895      |
| 1989 | 4637      |
| 2002 | 4129      |
| 2010 | 3941      |

Anmerkung: ab 1897 Volkszählungsdaten

## Verkehr
Akscha liegt an der Fernstraße A167, die bei Darassun (auch Station der Transsibirischen Eisenbahn) von der A166 abzweigt und ab Akscha weiter den Onon aufwärts zur mongolischen Grenze in Richtung Tschoibalsan führt.